# DNB Bank Polska
DNB Bank Polska S.A. (dawniej MHB Bank Polska S.A., NORD/LB Bank Polska S.A., DnB Nord Polska S.A.) – bank komercyjny z siedzibą w Warszawie założony w 2001. Jest członkiem grupy finansowej DNB, a jego jedynym akcjonariuszem jest skandynawski bank DNB ASA z siedzibą w Oslo.

## Działalność
Bank otrzymał pozwolenie na działalność w 2001 a rozpoczął ją w 2002 jako MHB Bank Polska należący do MHB Mitteleuropäische Handelsbank, następnie NORD/LB Bank Polska, następnie między kwietniem 2006 a listopadem 2013 jako DnB Nord Polska. Pierwotnie był bankiem korporacyjnym, obsługującym wyłącznie duże i średnie firmy. Główne obszary specjalizacji banku w tym obszarze to finansowanie projektów inwestycyjnych, finansowanie transakcji handlowych, faktoring, cash management, transakcje walutowe, instrumenty zabezpieczające przed ryzykiem walutowym i stóp procentowych, a także zarządzanie należnościami. Utworzył sieć agencji bankowych Monetia.

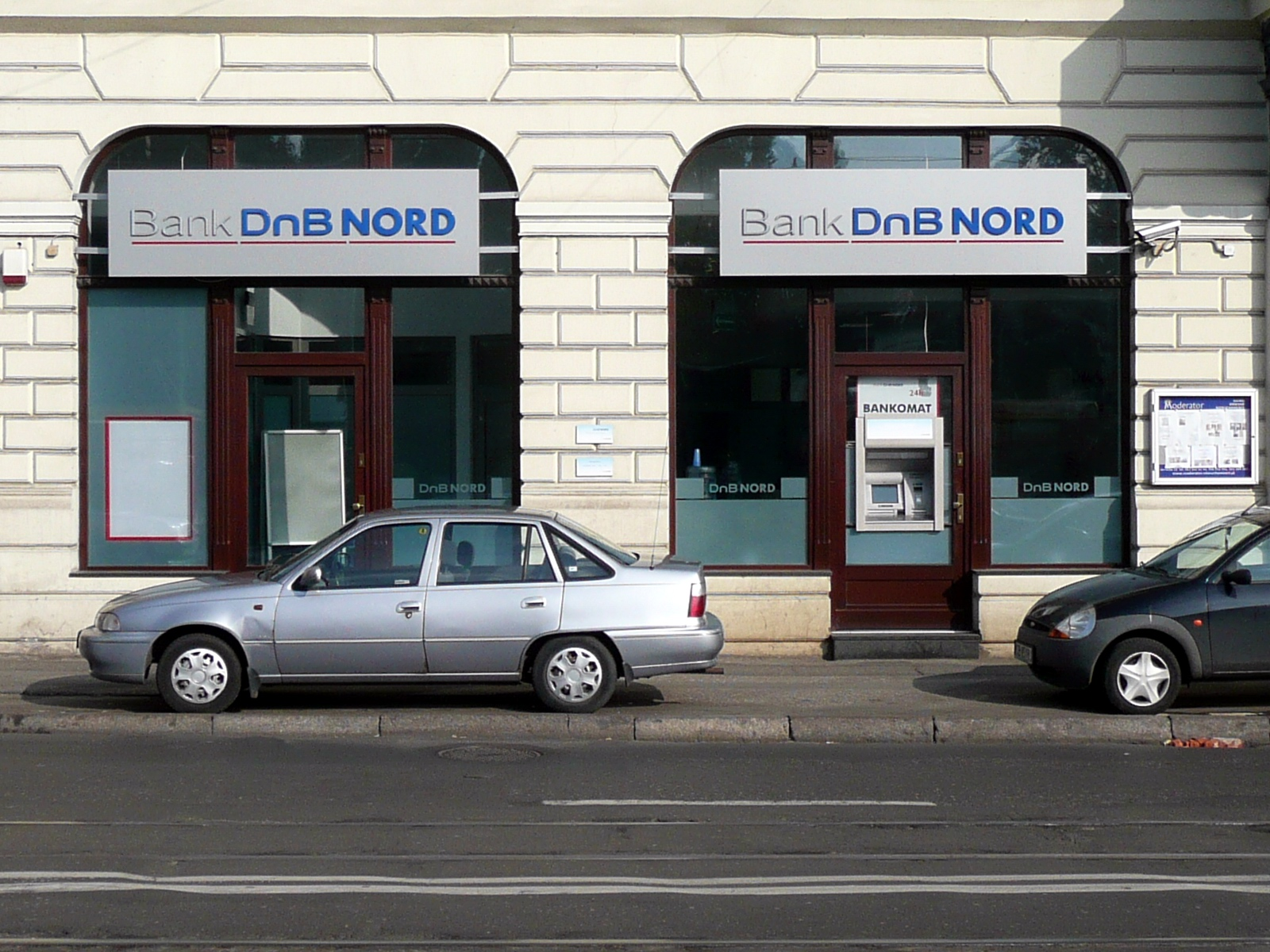
Bydgoski oddział banku pod nazwą DNB Nord Bank, używanej w latach 2013-2019

W listopadzie 2007, po połączeniu z Bankiem Inicjatyw Społeczno-Ekonomicznych specjalizacja banku znacznie się rozszerzyła – obsługiwał także małe i średnie firmy, klientów indywidualnych, jednostki samorządowe, organizacje pozarządowe i wspólnoty mieszkaniowe.
W maju 2013 bank przeszedł reorganizację, w jej efekcie ograniczył swoją działalność do klientów korporacyjnych i samorządowych. Klientów indywidualnych (z wyjątkiem klientów posiadających kredyty hipoteczne), wspólnoty ekonomiczne oraz małe i średnie firmy bank sprzedał wraz z oddziałami spółce Getin Noble Bank.
W 2019 zarząd banku podjął decyzję o ograniczeniu działalności w Polsce i rezygnacji z obsługi klientów indywidualnych. W 2021 roku nastąpiło dalsze ograniczenie działalności i zaprzestanie pozyskiwania nowych klientów z jakiegokolwiek segmentu, w tym osób prawnych. Obecnie bank koncentruje się na ciągłym ograniczaniu działalności w Polsce, wygaszając portfel klientów korporacyjnych oraz zachęca pozostałych klientów indywidualnych do zamykania relacji z bankiem, również poprzez zachęty finansowe za wcześniejszą całkowitą spłatę kredytu hipotecznego lub zamknięcie rachunku bankowego.